# Coupe d'Irlande de football 1939-1940
Navigation
Édition précédente Édition suivante
La Coupe d'Irlande de football 1939-1940, en anglais The Football Association of Ireland Challenge Cup, est la 19e édition de la Coupe d'Irlande de football organisée par la Fédération d'Irlande de football. La compétition commence le 3 février 1940, pour se terminer le 21 avril 1940. Le Shamrock Rovers Football Club remporte pour la huitième fois la compétition en battant en finale le Sligo Rovers Football Club. 

## Organisation
La compétition rassemble les douze clubs évoluant dans le championnat d'Irlande auxquels s'ajoutent quatre clubs évoluant dans les championnats provinciaux du Munster et du Leinster : Distillery, Grattan United, Cobh Ramblers FC et Longford Town.
Les matchs ont lieu sur le terrain du premier nommé. En cas d'égalité un match d'appui est organisé sur le terrain du deuxième tiré au sort.

## Premier tour
Les matchs se déroulent les 3 et 4 février 1940. Les matchs d'appui se déroulent le 14 février.
| Club recevant                    | Score   | Club visiteur                    | Date           |
| -------------------------------- | ------- | -------------------------------- | -------------- |
| Saint James's Gate Football Club | 1-1     | Shelbourne Football Club         | 3 février 1940 |
| Shelbourne Football Club         | 3-4     | Saint James's Gate Football Club | 14 février     |
| Bray Unknowns                    | 3-2     | Grattan United                   | 4 février      |
| Brideville Football Club         | 3-1     | Bohemian Football Club           | 4 février      |
| Drumcondra FC                    | forfait | Cork City                        | 4 février      |
| Limerick Football Club           | 1-3     | Shamrock Rovers                  | 4 février      |
| Sligo Rovers                     | 3-2     | Cobh Ramblers FC                 | 4 février      |
| Waterford FC                     | 3-1     | Longford Town                    | 4 février      |

## Deuxième tour
Les matchs se déroulent les 24 et 25 février 1940. Le match d'appui se déroule le 28 février.
| Club recevant                    | Score | Club visiteur   | Date            |
| -------------------------------- | ----- | --------------- | --------------- |
| Saint James's Gate Football Club | 2-0   | Distillery      | 24 février 1940 |
| Brideville FC                    | 0-2   | Sligo Rovers    | 25 février      |
| Drumcondra FC                    | 0-1   | Shamrock Rovers | 25 février      |
| Waterford FC                     | 2-2   | Bray Unknowns   | 25 février      |
| Bray Unknowns'                   | 2-0   | Waterford FC    | 25 février      |

## Demi-finales
| Première demi-finale | Shamrock Rovers          | 2-0 | Bray Unknowns Football Club | Shelbourne Park, Dublin |  |
| 30 mars 1940         | Jimmy Clark Billy Fallon |     |                             |                         |  |

| Deuxième demi-finale | Sligo Rovers Football Club  | 2-1 | Saint James's Gate Football Club | Dalymount Park, Dublin |  |
| 31 mars 1940         | Stan Prout (pen) Matt Began |     | Kennedy                          |                        |  |

## Finale
La finale a lieu le 21 avril 1940. Elle se déroule devant environ 38 509 spectateurs rassemblés dans le Dalymount Park à Dublin. Les Shamrock Rovers dominent largement leur adversaire les Sligo Rovers sur le score de trois buts à zéro. Les dublinois remportent leur huitième Coupe d'Irlande.
Jimmy Dunne marque le but de la victoire pour les Shamrock Rovers. Il est alors l'entraîneur-joueur du club et à l'aulne d'une immense carrière tant dans le football professionnel anglais où il joue notamment pour Sheffield United qu'en équipe nationale irlandaise.
| Finale        | Shamrock Rovers Football Club | 3-0     | Sligo Rovers Football Club | Dalymount Park, Dublin                                   |                                                          |
| 21 avril 1940 | Joe Ward 35e · Billy Fallon 75e · Jimmy Dunne 80e                                                                                                   | (1-0)   | | Spectateurs : 38 509 Arbitrage : N. Nattras (Sunderland) | Spectateurs : 38 509 Arbitrage : N. Nattras (Sunderland) |
| 21 avril 1940 | Mick McCarthy, Mattie Clarke, Shay Healy, Harry Finnegan, Bobby Bryson, Joe Creevy, Joe Ward, Jimmy Dunne, Jimmy Clark, Bill Cameron, Billy Fallon. | Équipes | Jimmy Towmey, Denis Thompson, Bill Powell, Jim McCann, Alf Peachey, Tom Arrigan, Matt Began, Bob Gregg, Joe McAleer, Jimmy Connor, Stan Prout. | Spectateurs : 38 509 Arbitrage : N. Nattras (Sunderland) | Spectateurs : 38 509 Arbitrage : N. Nattras (Sunderland) |